# محوطه دام داشلار
محوطه دام داشلار مربوط به هزاره دوم قبل از میلاد - دوره اشکانیان - دوره ساسانیان است و در شهرستان مراغه، بخش مرکزی، دهستان سراجوی غربی، ۵۰۰ متری روستای سعیدآباد واقع شده و این اثر در تاریخ ۲۷ اسفند ۱۳۸۶ با شمارهٔ ثبت ۲۲۵۳۷ به‌عنوان یکی از آثار ملی ایران به ثبت رسیده است.